# Gustave Roux
Gustave Louis Gabriel Roux (Grandson, 30 dicembre 1828 – Ginevra, 22 marzo 1885) è stato un illustratore e pittore svizzero.

## Biografia
Gustave Roux nacque da Sophie Maulaz. Nel 1842 morì il padre e la famiglia andò a vivere a Losanna, dove Gustave seguì gli studi teologici e si dedicò con entusiamo all'arte.  Studiò anche musica, ma decise infine di perseguire la carriera artistica, formandosi a Monaco di Baviera ed all'officina Rochat di Ginevra.
Partito per Parigi nel 1851, si perfezionò nella scultura su legno
Nel 1855 si sposò con Fanny Rambert, sorella dello scrittore Eugène Rambert. Da questa unione poi nacque la figlia Susanne Roux, che in seguito divenne la madre della pittrice svizzera italiana Elisabetta Keller (1891-1969). Gustave Roux grazie a Eugène Rambert conobbe a Parigi il poeta Juste Olivier ed altri artisti svizzeri come Charles Gleyre, Albert Anker, Éduard Willam e Frédéric Weber. Illustrò il Don Chisciotte nel 1865 per la casa editrice Charles Furne. Lavorò con Buri & Jeker e per il laboratorio di xilografia dei cognati Rudolf Buri (1835-1878)  e Melchior Karl Jeker (1834-1868).

Armaillis e Vegnolans, Il Ranz delle vacche di Gruyère e la canzone del viticoltore, frontespizio

Con le illustrazioni del 1869 Le Ranz des vaches de Gruyère e la Chanson du vigneron  l'editore Cesar Schmidt a Zurigo lo fece lavorare anche per il quotidiano La Suisse illustrée (1872-73) e per l'album Tabelle di storia svizzera.
Roux ha illustrato l'almanacco Messager lame ed il quotidiano satirico Der Postheiri ( Henri il postino) .
Nel 1876 illustrò la Festa della battaglia di Murten,  inciso da Karl Jauslin (1842-1904) e pubblicato da Buri & Jeker.
Nel 1877, dopo la morte della moglie e del figlio minore, si trasferì a Ginevra dal cognato Elisée Mayor, ceramista della Scuola di Belle Arti di Ginevra.
Nel 1879 il vedovo Gustave si sposò con la musicista Augusta de Fouchy.
Illustrò alcune guide turistiche pubblicate da Orell Füssli.
Compose alcuni inni dalle parole di Eugène Rambert e Juste Olivier.
Ha scolpito il busto di Gioacchino Rossini esposto al Grand Théâtre de Genève.
Il 22 marzo 1885 morì a Ginevra a causa di un infarto. Fu il nonno materno, da parte della madre Susanne Roux, di Elisabetta Keller, pittrice svizzera del XX secolo.
L'Archivio Elisabetta Keller http://www.archivioelisabettakeller.org/ conserva centinaia di disegni, illustrazioni, lettere e documenti di Gustave Roux, in quanto nonno della pittrice Elisabetta Keller.

## Libri illustrati da Gustave Roux
- Le Ranz delle vacche di Gruyère et la Chanson du vigneron illustrate da G.Roux, 1869, 1885
- Les Chansons lointaines de Juste Olivier
- Don Quichote de Miguel de Cervantès
- Les premiers chants de (Jacques-)Louis Tournier.
- Récits de chasse et d'histoire naturelle et Matinées d'automne   di Urbain Olivier.
- Nouvelles montagnardes de Charles Dubois-Melly.
- Les châteaux suisses di Isabelle de Montolieu, nuova edizione
- Aus den Schweizer Bergen d'Eugène Rambert
- Bex et ses environs d'Eugène Rambert
- Montreux et ses environs d'Eugène Rambert
- Scènes vaudoises d'Alfred Cérésole, illustrazioni di Auguste Bachelin et G. Roux.
- Paraboles du Nouveau Testament iniso sui disegni originali di M. Gustave Roux.
- Histoire des réfugiés de la Réforme en Suisse, de J. C. Moerikofer, tradotto dal tedesco.
- Histoire de Philippe Ashton ou le nouveau Robinson de H. de Schubert, tradotto dal tedesco.

- Foglio di Gustave Roux su Helveticat. Archiviato il 19 novembre 2015 in Internet Archive.
- Il foglio di Gustave Roux su Worldcat.